# Quarashi
Quarashi es un grupo islandés de rock/hip-hop originado en Reikiavik. El grupo está integrado por los raperos Hossi Ólafsson (posteriormente sustituido por Egill Olafur Thorarensen apodado "Tiny"), Omar Örn Hauksson (Alias Omar Swarez), Steinar Orri Fjeldsted y Sölvi Blöndal (quien también actuó como productor, teclista, percusionista, baterista y compositor). En sus presentaciones en vivo, la banda era acompañada por el guitarrista Smári "Tarfur" Josepsson (posteriormente sustituido por Vidar Hákon Gislason), el bajista Gaukur Úlfarsson y DJ Dice (más tarde sustituido por DJ Magic).
Fue conocido mundialmente con el lanzamiento de su cuarto álbum Jinx, el cual incluía el sencillo "Stick 'Em Up", que contó con la producción de Brendan O'Brien. Éste alcanzó el número 27 del Modern Rock Tracks de la revista Billboard y fue incluido en la banda sonora de la película Orange County y en varias compilaciones.
Después de nueve años de trayectoria y cinco álbumes de estudio, la banda realizó su concierto despedida el 15 de abril de 2005, en Akureyri, Islandia. En 2011, se reunieron para la grabación de un álbum en DVD titulado Quarashi á Bestu útihátíðinni 2011.
Se reunieron otra vez para tocar en el festival de música islandesa "Þjóðhátíð", siendo esta la segunda vez que se reúnen después de su separación en 2005. 
Pero no solo han vuelto para tocar, también están haciendo nueva música ya que han lanzado su nueva canción "Rock On" su primera canción en diez años.
En mayo de 2016, en una entrevista con el canal de televisión islandés RÚV, Sölvi y Steini confirmaron que un nuevo disco se estaba grabando y que incluiría a todos los miembros originales. Quarashi también lanzó una nueva canción con un video con todos sus integrantes, "Chicago".

## Discografía

### Álbumes
En estudio
- 1997: Quarashi [Lax Records/Pop Músík]
- 1999: Xeneizes [Japis]
- 2001: Kristnihald undir Jökli [Sproti]
- 2002: Jinx [Columbia Records/Time Bomb]
- 2004: Guerilla Disco [Skífan/Dennis Records - Sony Japan]

Álbumes en directo
- 2001: Quarashi vs The Icelandic Symphony Orchestra (No hay planes para distribuir este material en disco, pero tiene distribución limitada en internet)

Álbumes en DVD
- 2011: Quarashi á Besta Útihátíðin [Laxmenn ehf]

Compilaciones
- 2011: Anthology [Laxmenn ehf]

EPs
- 1996: Switchstance [Lax Records]

### Sencillos
| Año       | Título                           | Álbum          |
| --------- | -------------------------------- | -------------- |
| 1996      | «Switchstance»                   | Switchstance   |
| 1997      | «Thunderball»                    | Quarashi       |
| 1997      | «Catch 22»                       | Quarashi       |
| 1999      | «Stick 'Em Up» (con Omar Swarez) | Xeneizes       |
| 1999      | «Surreal Rhyme»                  | Xeneizes       |
| 2002      | «Stick 'Em Up»                   | Jinx           |
| 2002      | «Mr. Jinx»                       | Jinx           |
| 2002      | «Baseline»                       | Jinx           |
| 2002      | «Malone Lives»                   | Jinx           |
| 2003      | «Mess It Up» (con Opee)          |                |
| 2003      | «Race City»                      |                |
| 2004-2005 | «Stun Gun»                       | Guerilla Disco |
| 2004-2005 | «Stars»                          | Guerilla Disco |
| 2004-2005 | «Straight Jacket»                | Guerilla Disco |
| 2004-2005 | «Payback»                        | Guerilla Disco |
| 2014      | «Rock On»                        |                |

Notas:
1. ↑  Cuando se grabó "Stick 'Em Up" en el álbum "Xeneizes", Omar Swarez no formaba parte de la banda. Él se unió a la banda antes de lanzar el álbum "Jinx"
2. ↑  "Stick 'Em Up" logró ingresar en el Modern Rock Tracks, llegandó a ubicarse en la posición #27.
3. ↑  "Race City" se incluyó en la versión japonesa del álbum "Guerilla Disco"
4. ↑   "Stun Gun" tiene otra versión titulada "The people vs Quarashi" que esta incluida como bonus track en la versión japonesa del álbum "Guerilla Disco"
5. ↑  Se incluyó un remix de "Stars" en la versión japonesa del álbum "Guerilla Disco" como bonus track